# 多田野曜平
多田野 曜平（ただの ようへい、1962年3月10日 - ）は、日本の俳優、声優。福岡県北九州市出身。テアトル・エコー所属。

## 経歴
小学生のころから漠然と「俳優になりたい」と思っていたという。高校卒業後、日活芸術学院の監督コースへ在籍した時期がある。
1981年、琉球大学在学中に小劇場・沖縄ジァンジァンの演劇実験室「観客席」へ入団。大学卒業後はトヨタへ就職しセールスマンをしていたが、後にリンガーハットに転職して上京。だが、約半年後に俳優への道を諦められず仕事を辞め、しばらくはいくつかの劇団を渡り歩いた。
1988年、友人の勧めもありテアトル・エコー附属養成所へ入所。1990年4月からはテアトル・エコーへ研究生として所属し1994年4月に準劇団員昇格、2000年4月に劇団員に昇格した。
声優としては、1993年に『聖者の眠る街』の吹き替えでデビュー。しばらくは吹き替えでの活動が主だったが、2006年に出演の『姫様ご用心』以降はアニメにも多く出演している。
2019年2月27日からは、北九州市観光大使を務めている。

## 人物・エピソード
音域はG - C:。方言は北九州弁。
幅広い役柄をこなす。本人曰く「チビ、ハゲ、小動物、エイリアン」の役を演じる機会が多いとのこと。ディズニー作品への出演も多い。
所属する劇団テアトル・エコーの先輩である二見忠男に顔が似ている。同劇団の入団試験もそれが理由で合格しており、舞台で古い芝居をする際は二見の役を継承している。声質については、同じく劇団の先輩である山田康雄と似ている部分があり、吹き替えで山田の代役や後任を行うことが多い（下記）。
『スター・ウォーズ 反乱者たち』以降、死去した永井一郎の後任としてヨーダ役を担当しており、『キングダム ハーツIII』では肝付兼太に代わってジミニー・クリケット役を担当している。また『荒鷲の要塞』吹替版では青野武の代役も担当している。
最初は声優になるつもりはなかったが、テアトル・エコーが声優活動を行う人物が多数いたことで始めるようになった。また、入団時の新人紹介では「この人たちの声、みんな聞いたことある！」と、子供のころからテレビで知っている声の人物が大勢いたため感激したという。
好きな言葉は「謙虚につつましく」。

### 山田康雄とクリント・イーストウッド
2009年、『夕陽のガンマン』『続・夕陽のガンマン』の2作品においてDVDに過去のテレビ版吹き替えが収録されることとなり、当時カットされた部分の追加収録を行うこととなったが、クリント・イーストウッドの専属声優であった山田康雄が逝去していたため、多田野が代役として追加収録を担当することとなった。多田野が選ばれた理由は、アニメ『姫様ご用心』で多田野が演じたレスリーの声を聞いた20世紀フォックス（発売元）の担当者が「山田に雰囲気が似ている」と評したためだったという。
追加収録の際、多田野は昔からイーストウッドが好きで、彼の主演作をいつも見ていたことを明かし、イーストウッドの声を演じるのは夢であり「心底うれしい。演じたくてしょうがなかった」と公言している。また、吹替えるにあたり、「イーストウッドを演じることは、山田さんを演じるということ。山田さんが持っている雰囲気をどうやって出すか、近づけるか…」ということを考え、彼の声を持っている色気やガンマンという設定に気をつけて演じるため、『夕陽のガンマン』を朝から晩まで見ていた。一方で弊害もあったといい、本番を数日後に控えた舞台稽古で、「演技が山田さんの真似のようになってしまい、共演者からのダメ出しが凄かった」と語っている。
上記の追加収録以降、山田の代役や後任を多田野が担当する機会が多い。当初は『イージー・ライダー』や「ダーティ・ハリーシリーズ」など追加収録の代役として担当することが多かったが、2012年には『モンティ・パイソン ある嘘つきの物語 グレアム・チャップマン自伝』で、山田の持ち役であったグレアム・チャップマンの吹き替えを引き継いだ。そして、2017年に『白い肌の異常な夜』新録吹替版で初めてイーストウッドの全編吹き替えを担当し、2018年公開の『運び屋』では新作初のイーストウッド全編吹き替えを担当した。
劇団の先輩にあたる山田だが、多田野が劇団の研究生になった1990年時点ではすでに舞台に立っておらず、共演はなかった。ただし、年に一度全劇団員が揃う「総会」では山田と会っており、「一人で強烈な印象があった」と語っている。また「これでみんなで飲んでくれ」と札束で飲み代を進呈するなど「豪気な人だった」とも語っている。
追加収録など代役として演じることについては辛さを語る一方、同じ劇団所属の後輩として「舞台じゃなくて、声の世界でも、大先輩の作りあげてきた芸があるんです。それは口では言えないが形にならない芸なんです」と、山田をはじめ同じテアトル・エコー所属の先輩の代役は他の劇団や事務所に所属する役者にとられたくないことを明かしており「クリント・イーストウッドだけは何とか死守しようと思っている（笑）」と語ったことがある。
イーストウッドの吹き替えに関して、多田野はあくまでも「100％山田さんリスペクトで演じています」と語り「活き活きしているころのイーストウッドよりも、（『運び屋』での）年齢を重ねたイーストウッドの方がやりやすかったです」と話している。

## 出演
太字はメインキャラクター。

### テレビアニメ
1996年
- YAT安心!宇宙旅行（マコト、コンピューター、警官 他）

2004年
- 焼きたて!!ジャぱん（島田）

2006年
- 結界師（2006年 - 2008年、墨村繁守）
- 姫様ご用心（レスリー）

2007年
- NARUTO -ナルト- 疾風伝（チュウシン）

2008年
- ゴルゴ13（ナザロフ）
- ソウルイーター（死武専事務員）
- ネオ アンジェリーク Abyss（議員、長老） - 2シリーズ
- はっけん たいけん だいすき! しまじろう（ぽんたろうのおじいさん）

2009年
- アラド戦記〜スラップアップパーティー〜（シンダ）
- 東のエデン（作業員B）

2010年
- 学園黙示録 HIGHSCHOOL OF THE DEAD（門下生）
- GIANT KILLING（田沼吾郎）

2011年
- TIGER & BUNNY（オデュッセウスコミュニケーションCEO）
- Rio RainbowGate!（写真館の主人）

2012年
- CØDE:BREAKER（組員）
- LUPIN the Third -峰不二子という女-（林沈々）

2013年
- 新世界より（綿引課長）
- トレインヒーロー（執事、ハンス、首脳）
- よんでますよ、アザゼルさん。Z（泥田警部）

2014年
- 大怪獣ラッシュ ウルトラフロンティア（ナックル星人ジェイラ）
- ばらかもん（プチ）

2015年
- 牙狼 -紅蓮ノ月-（慈法）
- 牙狼〈GARO〉-炎の刻印-（エメリコ）
- ルパン三世 PART IV（2015年 - 2016年、エリク・オルジャーニ、ジーノ）

2016年
- カミワザ・ワンダ（2016年 - 2017年、与田じぃ、寿司屋の大将、魚屋）
- 機動戦士ガンダムUC RE:0096（シドー・オモキ）

2017年
- リトルウィッチアカデミア（ホルブルック氏）
- ONE PIECE（2017年 - 2024年、プロディ、Dr.ベガパンク〈2代目〉）
- 異世界食堂（隻眼の世話役）
- 将国のアルタイル（カミーノ兵B）

2018年
- レイトン ミステリー探偵社 〜カトリーのナゾトキファイル〜（2018年 - 2019年、ダージリン・アスポワロ、シグマベータ星人）
- 実験品家族 -クリーチャーズ・ファミリー・デイズ-（父親）
- メガロボクス（ミヤギ）
- 深夜!天才バカボン（医者）
- ゾイドワイルド（トッハ）
- スペースバグ（2018年 - 2019年、ホセ、ジャン）

2019年
- スター☆トゥインクルプリキュア（2019年 - 2020年、空見遼太郎、イエティ）
- キャロル&チューズデイ（先生）
- 八月のシンデレラナイン（和尚）
- 博多明太!ぴりからこちゃん（白糸仙人・偽白糸仙人）
- GO!GO!アトム（2019年 - 2020年、お茶の水博士）

2020年
- BNA ビー・エヌ・エー（ルドルフ・フリップ）
- GREAT PRETENDER（工藤 / 中之島正吾）
- 巨神と氷華の城（マツジイ）
- 遊☆戯☆王SEVENS（2020年 - 2022年、セバスチャン）
- くまクマ熊ベアー（ラーロック）
- ドラゴンクエスト ダイの大冒険 (2020)（2020年 - 2022年、バダック）

2021年
- ログ・ホライズン 円卓崩壊（リ＝ガン）
- EX-ARM エクスアーム（ネヴィル中尉）
- ワンダーエッグ・プライオリティ（会社の専務）
- 七つの大罪 憤怒の審判（魔術士ゴウセル）
- ゲッターロボ アーク（敷島博士）
- EDENS ZERO（2021年 - 2023年、ミュラー） - 2シリーズ
- かぎなど（幸村俊夫）

2022年
- 平家物語（中原兼遠）
- 名探偵コナン 警察学校編 Wild Police Story（伊達航の父）
- 社畜さんは幼女幽霊に癒されたい。（おじいちゃん）
- SPY×FAMILY（イーデン校学長）
- おしりたんてい（クロヤギかんとく）
- 転生賢者の異世界ライフ 〜第二の職業を得て、世界最強になりました〜（ハリ）
- ユーレイデコ（博士）

2023年
- うる星やつら (2022)（老先生）
- 勇者が死んだ!（ドット・バーンズ）
- 天国大魔境（復興省の受付職員）
- るろうに剣心 -明治剣客浪漫譚- (2023)（2023年 - 2024年、小国玄斎） - 2シリーズ
- 遊☆戯☆王ゴーラッシュ!!（執事）

2024年
- ばいばい、アース（老人）
- ドラゴンボールDAIMA（ドライブインおじさん）
- 科学×冒険サバイバル!（村長）

2025年
- 異修羅（基図のグラス）
- アサティール2 未来の昔ばなし（ターリク）

### 劇場アニメ
- 甲虫王者ムシキング スーパーバトルムービー 〜闇の改造甲虫〜（2007年、コクワガタ[35]）
- テイルズ オブ ヴェスペリア 〜The First Strike〜（2009年、ギルド達）
- おおかみこどもの雨と雪（2012年、校長）
- PSYCHO-PASS サイコパス Sinners of the System Case.1 罪と罰（2019年、能登耕二[36]）
- 映画 プリキュアミラクルユニバース（2019年、空見遼太郎）
- 竜とそばかすの姫（2021年、野球評論家）
- 岬のマヨイガ（2021年、雫石川の河童）
- 映画 ゆるキャン△（2022年、岡崎）
- アリスとテレスのまぼろし工場（2023年、菊入宗司）

### OVA
- 大魔法峠（2006年、校長）
- 機動戦士ガンダムUC（2010年、シドー・オモキ）
- .hack//Quantum（2011年、ギーク）

### Webアニメ
- ベイブレードバースト ダイナマイトバトル（2021年 - 2022年、大黒天甚右衛門）
- テルマエ・ロマエ ノヴァエ（2022年、おじさん、宿主、吉田の先輩、議員）
- TIGER & BUNNY 2（2022年、オデュッセウスコミュニケーションCEO）

### ゲーム
2007年
- Heavenly Sword 〜ヘブンリーソード〜（アシュラ）

2008年
- ASSASSIN'S CREED（ウォーレン・ヴィディック、タラル）
- ストリートファイターIV（元）

2009年
- ASSASSIN'S CREED II（ウォーレン・ヴィディック）

2010年
- ASSASSIN'S CREED: BROTHERHOOD（ウォーレン・ヴィディック）
- ゴッド・オブ・ウォーIII（ヘルメス）
- 二ノ国 漆黒の魔導士（クラン）
- メタルギアソリッド ピースウォーカー（兵士）

2011年
- ASSASSIN'S CREED: Revelations（ウォーレン・ヴィディック）
- Crysis 2
- 龍が如く OF THE END

2012年
- ASSASSIN'S CREED III（ウォーレン・ヴィディック）
- STARHAWK（シドニー・カッター）
- 龍が如く5 夢、叶えし者

2013年
- 真・女神転生IV（ウーゴ、ホワイトメン）
- ディズニーインフィニティ（ルイジ、グイド、エイリアン）

2014年
- ウルトラストリートファイターIV（元）
- パペッティア（インヤン、爺杉、ミスターピンク、ドッグ、オウム、執事ロボ、かかし 他）

2015年
- ドラゴンクエストVIII 空と海と大地と呪われし姫君（オセアーノン）

2016年
- 真・女神転生IV FINAL（ウーゴ）
- ストリートファイターV（元）
- ドラゴンクエストヒーローズII 双子の王と予言の終わり（フェルノーク王）

2017年
- 真・女神転生 DEEP STRANGE JOURNEY（ジャック）
- 仁王（黒田官兵衛、千子村正）
- レイトン ミステリージャーニー カトリーエイルと大富豪の陰謀（ドナルド・アルビーン）

2018年
- ゴッド・オブ・ウォー（ミーミル）

2019年
- キングダム ハーツIII（ジミニー・クリケット、エイリアン）
- ドラゴンクエストXI 過ぎ去りし時を求めて S（預言者）
- DEATH STRANDING（エルダー）

2020年
- 龍が如く7 光と闇の行方（野々宮）
- 仁王2（千子村正、白澤）
- ファイナルファンタジーVII リメイク（ドン・コルネオ）
- メギド72（ダムロック）
- Ghost of Tsushima（竜三）

2021年
- BALAN WONDERWORLD（ブルース・ストーン）
- レイトン ミステリージャーニー カトリーエイルと大富豪の陰謀 DX+（ダージリン・アスポワロ）

2022年
- グランブルーファンタジー（大将）
- ライブアライブ（長老、功夫編ナレーション、ルクレチア王）
- レゴ スター・ウォーズ：スカイウォーカー・サーガ（ヨーダ）
- ゼノブレイド3（ブイ）

2023年
- アーマード・コアVI ファイアーズオブルビコン（ドクター）
- インフィニティ ストラッシュ ドラゴンクエスト ダイの大冒険（バダック）

2024年
- ファイナルファンタジーVII リバース（ブーゲンハーゲン、ドン・コルネオ）

2025年
- みんなのGOLF WORLD（ガルーダ）

### ドラマCD
- 創竜伝（1996年、快速艇の男）

### ラジオドラマ
- タイムスリップ（2004年）
- FMシアター シリーズ・ドイツの現代文学 黙って行かせて（2006年）
- 青春アドベンチャー
  - タイムスリップ川中島（2007年）
  - 哲ねこ七つの冒険（2007年）
  - タイムスリップ大阪の陣（2011年）
- 6COLORS イエローボーイ（2012年）

### 吹き替え

#### 担当俳優
アーシフ・マンドヴィ
- あなたは私のムコになる（ボブ・スポールディング）
- インターンシップ（ミスター・ロジャー・チェティ）
- ミリオンダラー・アーム（アッシュ・ヴァスデヴァン）

アラン・カミング
- インスティンクト -異常犯罪捜査-（ディラン・ラインハート）
- エルマーのぼうけん（コーネリアス）
- ドクター・フー #152（ジェームズ1世）
- バーレスク（アレクシス）
- プロディガル・サン2 殺人鬼の系譜 #7,#8（サイモン・ホクスリー）

アラン・テュディック
- アナと雪の女王（ウェーゼルトン公爵）
  - アナと雪の女王2

- アラジン（イアーゴ）
- シュガー・ラッシュ（キャンディ大王 / ターボ）
- ズートピア（デューク・ウィーゼルトン）
- モアナと伝説の海（村人3）

ウィリー・ガーソン
- フォーチュン・クッキー（エヴァン）
- ホワイトカラー（モジー）
- ミディアム5 霊能者アリソン・デュボア #18（ヒッチェンス支店長）

ウィレム・デフォー
- グレートウォール（バラード）
- DCエクステンデッド・ユニバース（バルコ）
  - アクアマン
  - ジャスティス・リーグ:ザック・スナイダーカット

- トーゴー（レナード・セッパラ）
- マクマホン・ファイル（ディック・マクマホン）
- マザーレス・ブルックリン（ポール・ランドルフ）
- ノスフェラトゥ（アルビン・エーバーハルト・フォン・フランツ教授）

ウディ・ハレルソン
- ガラスの城の約束（レックス・ウォールズ）
- 今宵、フィッツジェラルド劇場で（ダスティ）
- セブン・サイコパス（チャーリー・コステロ）

エドワード・ノートン
- ウソから始まる恋と仕事の成功術（警察官）
- ソーセージ・パーティー（サミーベーグル・ジュニア）
- ソーセージ・パーティー 〜理想郷 フードトピア〜（サミーベーグル・ジュニア）

クリント・イーストウッド
- 荒鷲の要塞（モリス・シェイファー中尉）※ムービープラス追加録音
- ガントレット（ベン・ショックリー）※WOWOW追加録音
- クライ・マッチョ（マイク・マイロ）
- ジ・オファー / ゴッドファーザーに賭けた男（本人役）
- 白い肌の異常な夜（ジョン・マクバニー）※イマジカBS版
- ダーティハリーシリーズ（ハリー・キャラハン）※WOWOW追加録音
  - ダーティハリー
  - ダーティハリー2
  - ダーティハリー3
  - ダーティハリー4

- ドル箱三部作シリーズ（名無しの男）
  - 荒野の用心棒 ※BD版追加録音
  - 夕陽のガンマン  ※DVD・BD版追加録音
  - 続・夕陽のガンマン  ※DVD・BD版追加録音

- 運び屋（アール・ストーン）※ソフト版

ジュリアン・アルッティ
- シティーコップ 余命30日?!のヒーロー（ピエール）
- シティーハンター THE MOVIE 史上最香のミッション（ジルベール・スキッピー）
- バッドマン 史上最低のスーパーヒーロー（セブ）

スティーヴン・ディレイン
- アウトロー・キング スコットランドの英雄（エドワード1世）
- KAOS/カオス（プロメテウス）
- ゲーム・オブ・スローンズ（スタニス・バラシオン）

スティーヴ・ブシェミ
- ザ・スタジオ（本人役）
- ザ・ソプラノズ 哀愁のマフィア（トニー・ブランデット）
- スターリンの葬送狂騒曲（ニキータ・フルシチョフ）
- ヒュービーのハロウィーン（ウォルター）
- フィリップ・K・ディックのエレクトリック・ドリームズ（エド・モリス）
- ボードウォーク・エンパイア 欲望の街（ノーイック・“ナッキー”・トンプソン）
- ボス・ベイビー（フランシス・フランシス）※機内上映版
- リディキュラス・シックス（ドク・グリフィン）

ティム・ブレイク・ネルソン
- アンブレイカブル・キミー・シュミット（ランディ）
- ギレルモ・デル・トロの驚異の部屋（アップルトン）
- グッド・ガール（ババ）
- フライペーパー! 史上最低の銀行強盗（ピーナッツ・バター）

ラファエル・スバージ
- エレメンタリー4 ホームズ&ワトソン in NY（リチャード・ダベンポート）
- グッド・ドクター 名医の条件 シーズン2 #1（エドワード・オースティン・トーマス）
- ワンス・アポン・ア・タイム（ジミニー・クリケット / アーチー・ホッパー）

#### 映画（吹き替え）
- RV（レアード〈リチャード・イアン・コックス〉）
- アイ・アム・サム（イフティ〈ダグ・ハッチソン〉）※日本テレビ版
- アイガー北壁（エディ〈ゲオルク・フリードリヒ〉[58]）
- 愛とセックス（サンダー〈ジェイソン・マンツォーカス〉）
- 赤ちゃんのおでかけ（警察官）
- 悪魔のいけにえ2（チョップトップ〈ビル・モーズリー〉[59]）※UHD版、（LG〈ルー・ペリーマン〉[60]）※配役交換版
- 悪魔の毒々モンスター 新世紀絶叫バトル（ラードアス / チェスター〈ジョー・フライシェイカー〉）
- アデル/ファラオと復活の秘薬（ジュスタン・ド・サン＝ユベール〈ジャン＝ポール・ルーヴ〉）
- アムステルダム（ポール・カンタベリー〈マイク・マイヤーズ〉[61]）
- アメイジング・ワールド（リンスウィンド〈デヴィッド・ジェイソン〉）
  - アメイジング・ワールド/勇士の帰還（リンスウィンド〈デヴィッド・ジェイソン〉）
- 荒鷲の要塞（フォン・ハッペン少佐〈ダーレン・ネスビット〉）※日本テレビ新版追加収録部分
- アリス・イン・ワンダーランド（太鼓腹の男）※劇場公開版
  - アリス・イン・ワンダーランド/時間の旅（魚の紳士）
- アルビン3 シマリスたちの大冒険（イアン・ホーク〈デヴィッド・クロス〉）
- 暗黒ベビィ ビクチム（スターリング刑事〈チャールズ・モスビー〉）
- アンジェラの灰
- アンダー・サスピション
- イージー・ライダー（ワイアット〈ピーター・フォンダ〉）※BD追加録音
- イエスマン “YES”は人生のパスワード（ニック・レイン〈ジョン・マイケル・ヒギンズ〉）
- 活きる（町長〈ニウ・ベン〉）
- IT/イット “それ”が見えたら、終わり。（ペニーワイズ〈ビル・スカルスガルド〉[62]）
  - IT/イット THE END “それ”が見えたら、終わり。[63]
- インターステラー（TARS〈ビル・アーウィン〉）
- イントゥ・ザ・ブルー（ブライス〈スコット・カーン〉）
- インビジブル ※テレビ朝日版
- 陰謀のセオリー ※テレビ朝日版
- ウエスタン（ディーン）※ソフト版
- ウォーク・ハード ロックへの階段（サム〈ティム・メドウス〉）
- ウォンテッド（ガンスミス〈コモン〉[64]）※BSテレ東版
- 海の上のピアニスト ※DVD・VHS版
- エイリアンズ・オブ・ザ・ディープ
- エベレスト 3D（アン・ドルジェ）
- オーケストラ!（ヴィクトール・ヴィキッチ）
- オーシャンズ8（ローレンス〈リチャード・ロビショー〉[65]）
- オーバーボード（レオナルド・デ・ラ・モンテネグロ〈エウヘニオ・デルベス〉）
- オー・ブラザー!（ベビーフェイス〈マイケル・バダルコ〉）
- おかしな二人（フェリックス・アンガー〈ジャック・レモン〉）※VOD版
- 奥さまは魔女（脚本家〈P・J・バーン〉）
- オスカー・ワイルドのカンタベリー城と秘密の扉（サイモン・カンタベリー卿）
- オズ はじまりの戦い（ナック〈トニー・コックス〉）
- オフロでGO!!!!! タイムマシンはジェット式（フィル〈クリスピン・グローヴァー〉）
- ガーフィールド2（観光客〈ベン・ファルコーン〉、クラウディウス）
- カーマ・スートラ/悦楽の香り
- かいじゅうたちのいるところ（ダグラス〈クリス・クーパー〉）
- カサブランカ（スリ、ウェイター） ※スター・チャンネル版
- 噛む女
- 奇人たちの晩餐会 USA（サーマン〈ザック・ガリフィアナキス〉[66]）
- キス・オブ・ザ・ドラゴン ※テレビ東京版
- キャプテン・ウルフ（監督〈スコット・トンプソン〉）
- キャメラを止めるな!（レミー〈ロマン・デュリス〉[67]）
- キル・ビル（バック〈マイケル・ボーウェン〉）
- キングコング ※テレビ朝日版2
- クライシス・オブ・アメリカ（デルプ〈ブルーノ・ガンツ〉）
- クラス・オブ・1999-Ⅱ ※テレビ東京版
- クリスマス・カンパニー（サンタ・クロース〈アラン・シャバ〉[68]）
- グリズリー・レイジ（ショーン〈グラハム・コサスキー〉）
- クロコダイル・ダンディー2（フェリーペ、カトー）※テレビ朝日版
- ケイヴ・フィアー（クラーク〈ジェフリー・コムズ〉）
- 幻影師アイゼンハイム（興行師フィッシャー〈エディ・マーサン〉）
- ゴージャス（飛行機の乗客ロバート〈チョン・ダンミン〉、 通行人〈エリック・コット〉）※パイオニア版
- コールド マウンテン（大工、脱走兵を捕まえる兵士）※テレビ東京版
- GODZILLA ゴジラ（バス運転手[69]）
- ゴリラ（マーティン・ラマンスキー〈スティーヴン・ヒル〉）※テレビ朝日版WOWOW追加収録部分
- コンシェンス/裏切りの炎（チョン〈リウ・カイチー〉）
- コンスタンティン（ビーマン〈マックス・ベイカー〉）※テレビ朝日版
- コンフィデンシャル:国際共助捜査（カン・ジンテ〈ユ・ヘジン〉[70]）
- THE SPIRIT 怒りの正拳（吉野大佐〈リュー・チャーフィー〉）
- The FEAST/ザ・フィースト（ビール男〈ジュダ・フリードランダー〉）
- さそり（警官〈葉運強〉）
- 殺人魚獣 ヘビッシュ（チップマンク〈トーマス・フランシス・マーフィー〉）
- ザ・ラスト・マーセナリー（アレクサンドル・ラザール〈アルバン・イヴァノフ〉[71]）
- 猿の惑星/キングダム（コロ〈ニール・サンディランズ〉[72]）
- 三銃士/王妃の首飾りとダ・ヴィンチの飛行船（貴族〈クリスチャン・オリヴァー〉）※劇場公開・ソフト版
- 3人のキリスト（ジョセフ〈ピーター・ディンクレイジ〉）
- シアター・ナイトメア（スチュアート〈ロバート・イングランド〉）
- しあわせの隠れ場所
- 幸せの教室（コックス〈デイル・ダイ〉）
- ジェイ&サイレント・ボブ 帝国への逆襲（ウィレンホリー〈ウィル・フェレル〉）※Netflix版
- 四角い恋愛関係（マイケル2〈トム・マッケイ〉）
- 白雪姫と鏡の女王（ブッチャー）
- ジャングル・ジョージ2（チンパンジ〈ケビン・マイケル・リチャードソン〉、アーマンド〈ジョン・カシール〉）
- 13人の命（ジェイソン・マリンソン）
- ショウタイム ※テレビ朝日版
- 処刑人II（ロミオ〈クリフトン・コリンズ・Jr〉）
- ジョン・ウィック:パラベラム（首長〈サイード・タグマウイ〉[73]）
- 新・猿の惑星（コーネリアス〈ロディ・マクドウォール〉[74]）※TBS版のWOWOW追加録音部分
- 紳士は金髪がお好き（アーニー・マローン〈エリオット・リード〉）※フジテレビ版WOWOW追加収録部分
- シンデレラ（トカゲの従者[75]）
- 人肉燈籠（コン刑事〈ウォン・クォンリョン〉）
- スーパーマンII（保安官〈ピーター・ホイットマン〉） ※テレビ朝日新版
- ズーランダー（トッド〈ネイサン・リー・グレアム〉、プリント）
  - ズーランダー NO.2（トッド、VIP〈フレッド・アーミセン〉）
- スカイ・ハイ
- スガラムルディの魔女（ルイス・ミゲル〈ハビエル・ボテット〉）
- スサミ・ストリート全員集合 〜または“パペット・フィクション”ともいう〜（モール[76]）
- スター・ウォーズシリーズ（ヨーダ〈フランク・オズ〉）
  - スター・ウォーズ/フォースの覚醒
  - スター・ウォーズ/最後のジェダイ
  - スター・ウォーズ/スカイウォーカーの夜明け
- スタートレックV 新たなる未知へ ※ソフト版
- ステップフォード・ワイフ
- スパイダーマン2（ジャックス〈ジョエル・マクヘイル〉、瓦礫を避ける男〈スタン・リー〉）
- スペース・プレイヤーズ（リック・サンチェス〈ジャスティン・ロイランド〉[77]）
- スローター/死霊の生贄（ラズ）
- 聖者の眠る街
- セックス・クラブ（フォーシー刑事）
- セッションズ（マーク・オブライエン〈ジョン・ホークス〉）
- その男ヴァン・ダム
- ゾンゲリア（ベン〈メイコン・マッカルマン〉、サム〈マイケル・パタキ〉）
- ゾンビ・クエスト（モー〈ミモーニ・ウル・ラディ〉）
- ダークナイト ライジング（パパラッチ）
- ダーケストアワー 消滅
- 大統領の理髪師
- ダイ・ハード3（駅の警官）※ソフト版
- タイムリミット 見知らぬ影（ルーカス〈マルク・ホーゼマン〉）
- ダウン（ティム）※ソフト版
- 007シリーズ
  - 007 ドクター・ノオ（ジョーンズ〈レジー・カーター〉） ※ソフト版
  - 007 黄金銃を持つ男（ヒップ〈スーン＝テック・オー〉）※ソフト版
  - 007/ノー・タイム・トゥ・ダイ（ヴァルド・オブルチェフ〈デヴィッド・デンシック〉[78]）
- 小さな恋のメロディ（ディックス先生〈ケン・ジョーンズ〉、少年旅団キャプテン〈ジョン・ゴーマン〉、（テレビ映画）病院にいる男〈ニール・ハレット〉）※新盤DVD/BD版
- チキンとプラム 〜あるバイオリン弾き、最後の夢〜（アズラエル〈エドゥアール・ベール〉）
- チリ33人 希望の軌跡（ジョニ・バリオス〈オスカー・ヌニェス〉）
- チャップリンとパン屋（ウェイター〈チェスター・コンクリン〉）
- チョコレート・バトラー（モム〈ペットターイ・ウォンカムラオ〉）
- 沈黙の標的（クラッシュ〈レイ・チャールソン〉）
- DCエクステンデッド・ユニバース
  - マン・オブ・スティール（ジャクス＝オー〈マッケンジー・グレイ〉）
  - ワンダーウーマン（サミーア〈サイード・タグマウイ〉[79]）
- ディープ・ライジング
- ディープ・ライジング コンクエスト（デイヴィス〈ニコライ・ソティロフ〉）
- デイ・アフター・トゥモロー（ボブ） ※ソフト版
- ディクテーター 身元不明でニューヨーク（ウェイター〈フレッド・アーミセン〉）
- ディザスター・ムービー! 最'難'絶叫計画（カルヴィン）
- DISCO ディスコ（ヌヌイユ）
- デスペラード（集金人〈クエンティン・タランティーノ〉）※BD版
- 鉄拳高 同級生はケンカ王（ガウ）
- デッド・インパクト 処刑捜査（スキットルズ）
- デッドロック（ラットバッグ〈フィッシャー・スティーヴンス〉）
- デビルズタイド（ドクター・ペーニャ〈ジャンカルロ・エスポジート〉）
- デビルズ・リジェクト マーダー・ライド・ショー2（クリーヴォン〈マイケル・ベリーマン〉、ジミー、コッグス）
- デモンズ2002（デス〈ダニー・ドレイヴン〉）
- 天才スピヴェット（ロイ〈リック・マーサー〉）
- デンジャラス・バディ（ウェイン）
- トゥルース・オア・デア 〜殺人ゲーム〜
- Dr.パルナサスの鏡（パーシー〈ヴァーン・トロイヤー〉）
- 特攻野郎Aチーム THE MOVIE（“マードック” H・M・マードック大尉〈シャールト・コプリー〉[80]、ドイツ人医師〈ドワイト・シュルツ〉）
- トランスフォーマー/リベンジ（マッドフラップ）
- トランスフォーマー/最後の騎士王（ホット・ロッド）
- トリコロールに燃えて
- ドント・ダイ・トゥ・ハード
- ナルニア国物語/第3章: アスラン王と魔法の島（のうなしあんよ〈ニール・ヤング〉）
- なんちゃって家族（メキシコ人警官〈ルイス・ガスマン〉）
- ネイビーシールズ（シニア・チーフ〈ヴァン・D〉）
- ネバー・サレンダー 肉弾凶器（パトロール警官〈ピーター・ラム〉）
- ネバー・サレンダー 肉弾無双（エッカート〈マイケル・エクランド〉）
- NOLA ニューヨークの歌声（給仕長〈ダミアン・ヤング〉）
- ハード・クライム（フィリックス〈ジョン・レグイザモ〉）
- ハートブレイカー
- ハーバー・クライシス 都市壊滅（指名手配犯シュー・ダーフー〈ホアン・ボー〉）
- パーフェクト・センス（ジェームズ〈ユエン・ブレムナー〉）
- 灰色グマの一生（ショーティ〈ヒュー・ウェブスター〉）※NHK-BS2版
- バイオソルジャー（フェスティバル〈グリゴーリ・シヤトヴィンダ〉）
- ハイテクサンタがやってきた
- パイレーツ・オブ・カリビアン/デッドマンズ・チェスト
- HAKUGEKI 追撃（署長〈ミシェル・ガラブリュ〉）
- 爆走!!トムキャッツ 天下無敵のプレイボーイ同盟 ※ソフト版
- 爆裂都市（メンドーサ〈ラム・シュー〉）
- HACHI 約束の犬（カール〈ジェイソン・アレクサンダー〉）
- バチカンで逢いましょう（ディノ）
- バツイチは恋のはじまり（ジャン＝イヴ〈ダニー・ブーン〉）
- バッド・バイオロジー 狂った♂♀ヤツラども
- パディントン（モンゴメリー〈ティム・ダウニー〉）
- バトル・ライン（クック）
- パパラッチ（レナード〈トム・ホランダー〉）
- パリピ芸人、ロシアへ行く（アルバート〈マーク・ハミル〉[81]）
- バレー・オブ・バイオレンス
- ハワード -ディズニー音楽に込めた物語-（ドン・ハーン）
- バンデットQ（フィジット〈ケニー・ベイカー〉）※35周年BD版盤追加収録
- ハンナ・モンタナ/ザ・ムービー
- ハンニバル（コーデル・ドームリング〈ジェリコ・イヴァネク〉）※Netflix版
- ピーターラビット（バナマン〈ガレス・デイヴィス〉[82]、ジェレミー・フィッシャー）
  - ピーターラビット2/バーナバスの誘惑（ジェレミー・フィッシャー[83]）
- ビーチ・エンジェルズ!（テンスポット〈D・L・ヒューリー〉）
- ピートとドラゴン（左官屋、漁師、連れの男性ほか）※配信版
- ピザ男の異常な愛情（エルモ・ブロス〈ケヴィン・ポラック〉）
- ヒットマンズ・レクイエム（ジミー〈ジョーダン・プレンティス〉）
- ピノキオ ニュー・アドベンチャー（ペペ〈ワーウィック・デイヴィス〉）
- ビバリーヒルズ・チワワ（店主〈エウジェニオ・ダーベス〉）
- ヒューマン・トラフィック
- 胡同のひまわり
- ファイナル・レジェンド 失われたソロモン
- ファンキー・モンキー（ドラモンド〈ボディ・エルフマン〉）
- フォーチュン・クッキー（エヴァン〈ウィリー・ガーソン〉）
- ふたつの名前を持つ少年（SS将校〈ライナー・ボック〉）
- ふたりのパラダイス（ウェイン〈ジョー・ロー・トルグリオ〉）
- 普通の人々 ※DVD版
- フライトナイト2（ピーター・ヴィンセント〈ショーン・パワー〉）
- プライベートレッスン 青い体験（高校の担任〈リー・チャンユン〉）
- フライ・ミー・トゥ・ザ・ムーン（チャック・メドウズ〈ピーター・ジェイコブソン〉）[84]
- ブラザーフッド（ヤン主事）
- ブルー・カラー/怒りのはみだし労働者ども（スリム）
- プルート・ナッシュ（ラリー）
- フレッチ登場!/5つの顔を持つ男（KKKの幹部〈ジェフリー・ルイス〉）※DVD版
- フレネミーズ（ロジャー・オニール）
- フレンジー（ジョニー・ポーター、ネヴィル・ソルト）※BD版
- フレンチ・ガール（アルフォンス〈リュック・ピカード〉）
- ブロークバック・マウンテン
- ベートーベン3
- ベッドタイム・ストーリー
- ヘル・ファイヤー（クランク・ウォウショウスキー〈カート・マックス・ランテ〉、ドクター・エドガー〈ケン・クレイマー〉、ポンチョの男）
- ホーム・アローン2（ハリー・ライム〈ジョー・ペシ〉）※フジテレビ版WOWOW追加収録部分
- ホーム・アローン3（アール・アンガー〈デヴィッド・ソーントン〉[85]）※日本テレビ版
- ホーンテッドマンション[86]
- 僕の彼女を紹介します
- 保険調査員フランク25
- ポセイドン・アドベンチャー（ジェームズ・マーティン〈レッド・バトンズ〉、ジョン牧師〈アーサー・オコンネル〉）※BS-TBS版
- ホテル・バディーズ ワンちゃん救出大作戦（バーニー〈ドン・チードル〉）
- 炎のデス・ポリス（アンソニー〈トビー・ハス〉[87]）
- ホビット 思いがけない冒険（トム）
- ホビット 決戦のゆくえ（ウォーリーウォート）
- マーシャル・ロー
- マーダー・ライド・ショー（スタッキー〈マイケル・J・ポラード〉）
- マーベル・シネマティック・ユニバース
  - キャプテン・アメリカ/ザ・ファースト・アベンジャー（エイブラハム・アースキン博士〈スタンリー・トゥッチ〉）
  - ソー:ラブ&サンダー（ヤーカン王[88]）
- マイアミ・ガイズ -俺たちはギャングだ-（若き日のブリック〈ジェレミー・ラッチフォード〉）
- マイ・ビッグ・ファット・ドリーム（マーク〈ブライアン・パレルモ〉）
- マカロニ・ウエスタン 800発の銃弾（クリント・イーストウッド）
- マスク2（ホルヘ〈カル・ペン〉）※劇場公開版
- マッド・ファット・ワイフ（ロード・ハヴ・マーシー〈カット・ウィリアムズ〉）
- マッドマックス2（ジャイロ・キャプテン〈ブルース・スペンス〉）※スーパーチャージャー版
- マッドマックス/サンダードーム（ジェデダイア〈ブルース・スペンス〉）※スーパーチャージャー版
- マペットのホーンテッドマンション（ドクター・ティース）
- マペットの夢みるハリウッド（ドクター・ティース、スネーク・ウォーカー〈スコット・ウォーカー〉、ゲートのガードマン〈ブルース・カービー〉、カフェのオーナー〈ジェームズ・コバーン〉、エドガー・バーゲン、マックス・クラスマン教授〈メル・ブルックス〉）※Disney+版
- ミス・シェパードをお手本に（アラン・ベネット〈アレックス・ジェニングス〉）※オンデマンド配信版
- ミステリー・ツアー（ロロ〈ダン・モンゴメリー・ジュニア〉）
- ミッション・クレオパトラ
- ミッシング
- ミッシング・ガン（梁青山〈リー・ハイビン〉）
- ミラグロ/奇跡の地（バーニー・モントーヤ保安官〈ルーベン・ブラデス〉）
- メイフィールドの怪人たち（ゴミ収集人〈ロバート・ピカード〉） ※DVD版
- メリー・ポピンズ リターンズ（シェイマス〈クリス・オダウド〉[89]）
- メン・イン・ブラック2（飼い主）※ソフト版
- 燃えよ!ピンポン（リック〈デヴィッド・ケックナー〉、グース、夜伽〈ガイ・スティーブンソン〉）
- モルタデロとフィレモン（モルタデロ〈ベニト・ポシノ〉）
- モネ・ゲーム（チャック）
- モンスーン・ウェディング（デュベイ〈ビジェイ・ラーズ〉）
- ヤング・シャーロック/ピラミッドの謎（ワックスフラッター教授〈ナイジェル・ストック〉）※フジテレビ追加録音版
- 妖精ファイター（デューク〈ブランドン・T・ジャクソン〉）
- ラストキング・オブ・スコットランド（ジョナ・ワスワ〈スティーブン・ルワンギエジ〉）
- ラッキー・ナンバー（チャック・ローズ）
- ラッキー・ユー（レスター）
- リーサル・ウェポン3 ※WOWOW追加録音版
- リーサル・ウェポン4 ※テレビ朝日版
- リアル・スティール
- リザレクション
- リジー・マグワイア・ムービー（エスコバル先生）
- リスペクト（ジェリー・ウェクスラー〈マーク・マロン〉）
- リディキュラス・シックス（クレム〈スティーヴ・ザーン〉、エゼキエル・グラント〈ジョン・ロヴィッツ〉）
- リメンバー・ミー
- ルー・ガルー: 人狼を探せ!（ピエロ〈ブリュノ・グエリ〉）
- ルビー&カンタン（マルチノ〈ティッキー・オルガド〉）
- 霊幻道士 帰ってきた九叔道士（ガウ道士〈グゥー・シュアイ〉）
- 霊幻道士XII 英叔復活だョ!全員集合（イン道士〈チャン・ディーサイ〉）
- レジェンド・オブ・ヒーロー/中華英雄（シェーン）
- レジェンド・オブ・ザ・リビング・デッド
- レジェンド・オブ・ゾロ（ハリガン〈マイケル・エマーソン〉）※ソフト版
- レッド・ドラゴン（ラルフ〈フランク・ホエーリー〉）※テレビ東京版
- レボリューショナリー・ロード/燃え尽きるまで
- ローン・レンジャー（ウェンデル〈JD・カラム〉）
- ロスト・レジェンド 失われた棺の謎（ワン・カイシェン〈ホァン・ボー〉）
- ROCKER 40歳のロック☆デビュー
- ROCK YOU!（免罪符売りピーター）※日本テレビ版
- ロックンローラ（クッキー〈マッド・キング〉）
- ロミオ+ジュリエット ※ソフト版
- ロング・エンゲージメント（シルヴァン〈ドミニク・ピノン〉）
- ワイルドシングス2
- ワイルド・タウン/英雄伝説
- ワイルド・トランスポーター 悪女の罠（コッホ）

#### ドラマ
- iCarly（歯医者、逃亡犯）
- アウトバーン・スピード（ゼミル・ゲーカーン〈エルドゥアン・アタライ〉）※ファインフィルムズ版
- ER緊急救命室
  - シーズン9 #2（日焼け男〈ラリー・マイケルソン〉）、#6（レニー〈スパイダー・マディソン〉）、#14（車椅子の男〈ラリー・マイケルソン〉）
  - シーズン10 #14（ロジャー〈ラリー・マイケルソン〉）
  - シーズン11 #11（ダリウス〈ラリー・マイケルソン〉）
  - シーズン12 #4（カズンズ〈ゲイリー・リオット〉）
- イニョン王妃の男（ホン内官、監督）
- インジャスティス 〜法と正義の間で〜（マーク・ウェンボーン〈チャーリー・クリード=マイルズ〉）
- 宇宙船レッド・ドワーフ号 シーズン12（ホリー）
- エイリアス
- オールイン 運命の愛（マンス）
- 王女ピョンガン 月が浮かぶ川（ヨム・ドゥク〈チョン・ウンピョ〉[90]）
- オクニョ 運命の女（チ・チョンドク〈チョン・ウンピョ〉[91]）
- 危険戦隊デンジャー5 我らの敵は総統閣下（ヨーゼフ・ゲッベルス[92]、キルロイ[93]、ヨーゼフ・メンゲレ、ヤマモト、エルヴィン・ロンメル、ハインリヒ・ヒムラー、他15役[94]）
- 宮廷女官チャングムの誓い（チョ・チボク）
- glee/グリー（ランバ）
- クリミナル・マインド FBI行動分析課
  - シーズン5（ガンピオン）
  - シーズン6（ブランドン・スタイリス）
- 恋するマンハッタン シーズン1 #16（ローウェル〈ブライアン・ステパニック〉）
- GOTHAM/ゴッサム シーズン4 #1（マートン〈マイケル・ブシュミ〉）
- ザ・マペッツ・メイヘム（ドクター・ティース）
- さよならポワロ！〜世界が愛した名探偵・25年の軌跡〜（ジェフリー・ワンセル）
- 三銃士
- シークレット・ガーデン（監督）
- GCHQ:英国サイバー諜報局（ジョン・イェーブズリー〈マーク・ライランス〉[95]）
- ジ・オファー / ゴッドファーザーに賭けた男（マーロン・ブランド〈ジャスティン・チェンバース〉）
- SHERLOCK（シャーロック）2（ビリー）
- 少林寺伝奇（鉄ムカデ〈袁煌文〉）
- シンデレラマン（シン・ギチョル理事）
- SUITS/スーツ（ウォーカー神父〈スコット・マイケル・キャンベル〉）
- スーパーナチュラル（カーヴァー・エドランド / チャック・シャーリー、神〈ロブ・ベネディクト〉）
  - シーズン4 #18,#22
  - シーズン5 #1,#4,#9,#22
  - シーズン10 #5
  - シーズン11 #20-#23
- スイート・トゥース: 鹿の角を持つ少年（英語版）（アボット将軍〈ニール・サンディランズ〉）
- SCORPION/スコーピオン（レイ・スピーワック〈ケヴィン・ワイズマン〉）
- 1923（バナー・クレイトン〈ジェローム・フリン〉）
- 蒼穹の昴（陳蓮元〈馬小寧〉）
- 孫子兵法（祖盾）
- 太王四神記（トクソ）
- タルサ・キング（ウォルトリップ〈リッチー・コスタ―〉）
- チェルノブイリ -CHERNOBYL-（ヴィクトル・ブリュハノフ〈コン・オニール〉）
- チャームド 〜魔女3姉妹〜（バルサザー）
- チャーリー・シーンのハーパー★ボーイズ（スティーヴン・タイラー）
- チング 〜愛と友情の絆〜（ミン・ホンチョル）
- デスパレートな妻たち
- デュードが僕を強くした（デュード）
- ドールハウス Dollhouse シーズン2 #4（マキド医師〈クライド・クサツ〉）
- ドクター・フー（K9〈ジョン・リーソン〉）
- ドラキュラ伯爵 #3（フランク・レンフィールド〈マーク・ゲイティス〉）
- トンイ（楽師）
- ナース・ジャッキー（エディ・ワルツァー〈ポール・シュルツ〉）
- ナイト・トレイン/破滅へのカウントダウン（ペヴ〈デヴィッド・スレルフォール〉[96]）
- ナックルズ（パチャカマ族長〈クリストファー・ロイド〉）
- NOLLY ソープオペラの女王（ジャック・バートン〈コン・オニール〉[97]）
- ハードボール〜マイキーは転校生〜（バスの運転手）
- バーン・ノーティス 元スパイの逆襲
  - シーズン3（ディエゴ・ガーザ〈オットー・サンチェス〉）
  - シーズン6（シュミット）
- 馬医（武官）
- ハイテクサンタがやってきた
- ハップとレナード〜危険な2人〜（レナード・パイン〈マイケル・ケネス・ウィリアムズ〉）
- 薔薇の名前（アリナルド〈ロベルト・エルリッカ〉[98]）
- パワーレンジャー・ターボ（ノクターン伯爵）
- HAWAII FIVE-0（レジー〈ショーン・コムズ〉）
- ビッグバン★セオリー/ギークなボクらの恋愛法則 シーズン4 #4（ジョージ・タケイ〈ジョージ・タケイ〉）
- ふたりは最高!ダーマ&グレッグ
  - シーズン4 #14（ウェイター）
  - シーズン5 #8（バリー）
- 不滅の恋人
- パワー（バーニー・モンク〈エディ・マーサン〉）
- フラグルロック（カンタス・フラグル、ジョン、長老）※Apple TV+版
- ブラックライトニング（オデル〈ビル・デューク〉）
- THE BLACKLIST/ブラックリスト（ジェフリー・メイナード博士〈ケヴィン・ワイズマン〉、マックスウェル・ルディガー ※シーズン6から）
  - シーズン1 #4（ヘクター・ロルカ〈クリフトン・コリンズ・Jr〉）
- ベートーベン・ウィルス（ペ・ヨンギ）
- ペリフェラル -接続された未来-（ボブ・オコーネル〈ネッド・デネヒー〉）
- 星に願いを（ジェボン）
- ボバ・フェット/The Book of Boba Fett（キャド・ベイン）
- マッド・ドッグス（ガス〈ロマニー・マルコ〉）
- 名探偵ポワロ 葬儀を終えて（運転手〈ショーン・オコーナー〉）
- THE MENTALIST メンタリストの捜査ファイル（キース・ガルブランド、レッド・ジョン）
- ラヴクラフトカントリー　恐怖の旅路（モントローズ・フリーマン〈マイケル・ケネス・ウィリアムズ〉[99]）
- リーサル・ウェポン（レオ・ゲッツ〈トーマス・レノン〉）
- リゾーリ&アイルズ ヒロインたちの捜査線（サンディ）
- 霊幻道士 キョンシー・マスター（ザン・セン〈ロウ・チンハオ〉）
- LAW & ORDER:性犯罪特捜班（レイ・ガンサー）
- ROME［ローマ］（ポスカ〈ニコラス・ウッドソン〉）
- ロマンスタウン（カン・テウォン〈イ・ジェヨン〉）

#### アニメ
- アーサー・クリスマスの大冒険（補佐官）
- アイスエイジ2
- 悪魔城ドラキュラ -キャッスルヴァニア-（ハエの魔物）
- アダムス・ファミリー2 アメリカ横断旅行!（ムステラ[100]）
- アドベンチャー・タイム（エイブラハム・リンカーン）
- アベンジャーズ・アッセンブル（ロケットラクーン）
- アルティメット・スパイダーマン（ロケットラクーン）
- アントブリー
- インドだぜ!ジョニー・ブラボー（監督）
- インベーダー・ジム（パープル司令官）
- イン・ヤン・ヨー!（マスター・ヨー）
- ウェイン&ラニー クリスマスを守れ!
- おさるのジョージ（アンソニー・ピザ教授、スティグ、フリント〈2代目〉）
- カーズ（ノット・チャック、バーニー・ストーミン 他）
  - カーズトゥーン メーターの世界つくり話シリーズ（ルイジ、グイド、売店 他）
- ガーフィールド・ショー（スクウィーク、ヴィトー）
- カールじいさんの空飛ぶ家（看護師ジョージ）
- 怪盗グルーシリーズ
  - 怪盗グルーの月泥棒（ガード1 他）
  - 怪盗グルーのミニオン危機一発（ケビン）
  - ミニオンズ（ケビン、魚人ギョギョーン、王室顧問 他）
  - ミニオンズ:アルバイト大作戦（老人）
  - ミニオンズ フィーバー（車掌[101]）
  - 怪盗グルーのミニオン超変身[102]
- ガフールの伝説（ジェット）
- カンフー・パンダ
- クリーピー（昆虫 他）
- 劇場版 ムーミン 南の海で楽しいバカンス（海賊船長[103]）
- ごきげん ジミー!（ルシアス・ヘイネス・7世）
- サウスパーク（ジェラルド・ブロフロフスキー）※Netflix版
- ザ・シンプソンズ MOVIE（ネッド・フランダース、スクラッチー、レニー・レオナルド）※劇場版
- サム・サンドイッチ ひとくちサイズのぼうけん（フライボーグ、ビッグ・チーズ）
- ザ・リプレイス 大人とりかえ作戦（カトラー校長、エース・パルメロ 他）
- ジェイクとネバーランドのかいぞくたち（スミー）
- ジャングル・ジャンクション（トードホグ）
- ジャングルブック（バルー）
- シュレック3
- シュレック フォーエバー
- スーパー・ロボット・モンキー・チーム・ハイパーフォース GO!（スクラッパートン卿）
- スター・ウォーズシリーズ（ヨーダ）
  - スター・ウォーズ/クローン・ウォーズ
  - スター・ウォーズ/クローン・ウォーズ (テレビアニメ)（キャド・ベイン、グリード）
  - スター・ウォーズ 反乱者たち
  - スター・ウォーズ/フォース・オブ・デスティニー（ストームトルーパー）
  - LEGO スター・ウォーズ/ホリデー・スペシャル
  - スター・ウォーズ: バッド・バッチ（キャド・ベイン）
  - スター・ウォーズ:ヤング・ジェダイ・アドベンチャー
- スティーブン・ユニバース（グレッグ）
- ストールンプリンセス:キーウの王女とルスラン（チェルノモール[104]）
- 絶叫キャンプ レイクボトム（ソーヤー）
- ソウルフル・ワールド（カウンセラー・ジェリー[105]）
- ソーラーオポジット（コルボ）
- タンタンの冒険/ユニコーン号の秘密（クラブツリー）
- ちいさなプリンセス ソフィア（鳩のダブ、ドラゴン）
- チキン・リトル
- Disney's クリスマス・キャロル
- ティンカー・ベルとネバーランドの海賊船（オッペンハイマー）
- 天才犬ピーボ博士のタイムトラベル（ピーボ博士）
- トイ・ストーリーシリーズ
  - トイ・ストーリー3（エイリアン、ブックワーム、清掃員トニー、ゴミ収集車のカエル）
  - ハワイアン・バケーション（キャプテン・ジップ）
  - ニセものバズがやって来た（フランクリン、コンドルマン）
  - レックスはお風呂の王様（ダイバー、風呂の中のおもちゃ）
  - トイ・ストーリー4（エイリアン、ダグ）
- 塔の上のラプンツェル（ショーティー、アッティラ）
  - ラプンツェルのウェディング（ショーティー）
  - ラプンツェル ザ・シリーズ（ショーティー、アッティラ）
- 超秘密探偵クルクル（超秘密探偵クルクル）
- トムとジェリーシリーズ
  - トムとジェリー 火星へ行く
  - トムとジェリー ワイルドスピード（ゴーサン）
  - トムとジェリー シャーロック・ホームズ（モリアーティの部下）
  - トムとジェリー オズの魔法使（オズ大魔王の部下）
  - トムとジェリー スパイ・クエスト（大統領）
- トランスフォーマー アドベンチャー（チョップショップ）
- トランスフォーマー:ウォー・フォー・サイバトロン・トリロジー（サウンドブラスター）
- ノーノーのミニミニ大冒険（ノーノー[106]）
- バットマン:ブレイブ&ボールド（ペンギン）
- ハッピー フィート（ロンバルト）
- ハッピー フィート2 踊るペンギンレスキュー隊（ロンバルト）
- ハルク: スマッシュ・ヒーローズ（ロケットラクーン）
- パラノーマン ブライス・ホローの謎（ホプキンス判事[107]）
- パンダのシズカ（シズカ[108]）
- バンビ2 森のプリンス（カラス）
- びっくりスケアリー（パディ・パターソン、バック、ゲイリー、ゴード、カメ老 他）
- ピムとポムのちっちゃな冒険（オウム、カッコー、イースター・バニー、ガチョウ、妖精、審査員、風船おじさん）
- ビリー&マンディ（モールディバット卿）
- ファインディング・ドリー（ベイリー）
- フィニアスとファーブ（ハインツ・ドゥーフェンシュマーツ博士）
- フィニアスとファーブ/ザ・ムービー（ハインツ・ドゥーフェンシュマーツ博士）
- フェルディナンド（アンガス）
- フライ!（シャドウ）
- プリンセスと魔法のキス（ハービー・フェナー）
- プレーンズ2/ファイアー&レスキュー（コンシェルジュ）
- ペット（レジナルド）
- ベビー・ルーニー・テューンズ（ベビー・タズ）
- ベン10 エイリアンフォース（アズマス）
- ボブのびっくりバースデー（透明人間）
- ホーム 宇宙人ブーヴのゆかいな大冒険（カイル）
- ポーラー・エクスプレス
- ボックストロール（フィッシュ、ブーランジェ卿）
- ボルト（保健所スタッフ、映画スタッフ）
- ホワット・イフ...?（アースキン博士）
- マイリトルポニー〜トモダチは魔法〜（フラム）
- マイロ・マーフィーの法則（ダコタ、ハインツ・ドゥーフェンシュマーツ博士）
- マダガスカル2
- マペット・ベビー
- ミュータントタートルズ（2013年版）（バクスター・ストックマン）
- ムーバーズ（ネズミ）
- メリダとおそろしの森（マーティン）
- モンスターズ・ユニバーシティ（レフェリー、モンスターズ・インク案内社員、怖がらせ大会審判）
- モンティ・パイソン ある嘘つきの物語 グレアム・チャップマン自伝（グレアム・チャップマン）
- ライアンを探せ
- ランゴ（死神ジェイク、西部の精霊）
- リック・アンド・モーティ（リック・サンチェス）
- リトル・マーメイドIII はじまりの物語（チークス）
- リメンバー・ミー（パパ・フリオ[109]）
- ルイスと未来泥棒（カール）
- LEGO(R)ジュラシック・ワールド:インドミナス大脱走!（ホットドッグ・マン）
- LEGO(R)スクービー・ドゥー: モンスターズ・ハリウッド（ジュニア）
- ウェンデルとワイルド（ウェンデル）

### テレビドラマ
- ミエリーノ柏木（2013年、テレビ東京） - ラーメン屋の店主 役
- 実況される男（2016年、フジテレビ） - 西崎 役

### 特撮
- 超光戦士シャンゼリオン（1996年、宅配の男 / 闇生物ドゴッチ）※顔出し
- ビーロボカブタック（1997年、先生）※顔出し
- スーパー戦隊シリーズ
  - 忍風戦隊ハリケンジャー（2002年、繁殖忍者クッツク法師の声）
  - 爆竜戦隊アバレンジャー（2003年、泥棒）※顔出し
- 仮面ライダーシリーズ
  - 仮面ライダー電王（2007年、ホエールイマジンの声）
  - 仮面ライダーガヴ（2024年 - 2025年、デンテの声[110]）
- エル・シュリケンVS悪魔の発明（2013年、イエローボーイ〈ローレンス・マックロード〉の声）

### 教育・情報番組
- あいうえお（トッタくん）
- 発掘!あるある大事典 再現ビデオ（かぼちゃ、梅干し、紅茶、DHA編など）
- さわやか3組
- 秘密のケンミンSHOW
  - 辞令は突然に…福岡編（部長）
  - 辞令は突然に…奥様はさすらいの女子アナ編（福岡の部長）

### 映画
- ナイアガラ（2013年） - 刑務官 役

### 舞台
- 九島亮「RANDOM」（1986年スペース・DEN）
- 大橋秀樹「パッセンジャー」（1987年池袋アート・スポット・フリーク）
- 大橋秀樹「情熱の花」（1987年スタジオ赤坂プレイBOX）
- スラップスティック バンガード システムVOL7（1988年スタジオ赤坂プレイBOX）
- T・ワイルダー「楽しき旅路」（1988年テアトル・エコー付属養成所）
- 太宰治「カチカチ山」（1989年テアトル・エコー付属養成所）
- 菊池寛「父帰る」（1989年テアトル・エコー付属養成所）
- チェーホフ「家庭争議」（1989年テアトル・エコー付属養成所）
- N・サイモン「名医先生」（1990年テアトル・エコー付属養成所）
- 川和孝「河童譚」（1990年テアトル・エコー付属養成所）
- ジャン・ベルナール・リュック「恋の冷凍保存」（1990年テアトル・エコー旧劇場）
- 岡本蛍「匿名シネマ」（1991年テアトル・エコー旧劇場）
- 桐生祐狩「ピンクレインの娘」(1991年テアトル・エコー旧劇場）
- N・サイモン「おかしな二人 女性版」（1992年銀座みゆき館劇場）
- 井上ひさし「表裏源内蛙合戦」(1992年テアトル・エコー）
- F・ダンロップ、ジム・デール「スカピーノ」（1992年テアトル・エコー）
- 松田環「ドラキュラ」（1993年テアトル・エコー）
- N・サイモン「映画に出たい!」（1993年銀座小劇場）
- 小川未玲「深く眠ろう死の手前ぐらいまで」（1996年テアトル・エコー）
- 小川未玲「お勝手の姫」（1998年テアトル・エコー）
- N・サイモン「サンシャイン・ボーイズ」（1998年紀伊國屋サザンシアター）
- マルセル・エーメ「他人の首」（1999年テアトル・エコー）
- N・サイモン「23階の笑い」（1999年紀伊國屋サザンシアター）
- 氷室冴子「ざ・ちぇんじ！」（2000年紀伊國屋サザンシアター）
- チェーホフ「くしゃみ」（2002年新国立劇場）
- キノトール「青年がみな死ぬ時」（2002年テアトル・エコー）
- 小川未玲「ちゃんとした道」（2003年テアトル・エコー）
- 野田治彦「屋上桟敷の人々」（2003年テアトル・エコー）
- A・エイクボーン「ドアをあけると…」（2003年紀伊國屋サザンシアター）
- ジョン・マレー、アレン・ボレッツ「ルームサービス」（2008年　地方公演）
- ロベール・トマ「フレディ」（2008年テアトル・エコー）
- ロン・ハッチンソン「風と共に来たる」（2009年テアトル・エコー）
- 井上ひさし「日本人のへそ」（2010年テアトル・エコー）
- ロン・ハッチンソン「風と共に来たる」再演（2011年テアトル・エコー）
- ロン・ハッチンソン「風と共に来たる」（2013年　東北公演）
- ロン・ハッチンソン「風と共に来たる」（2014年　四国・神奈川公演）

### CM
- アリコジャパン「ころばぬさきの傷害保険」（ナレーション）
- バンダイPS2ソフト『金色のガッシュベル!! 友情タッグバトル2』（監督役）
- フォーラムエンジニアリング「エンジニア募集中 〜偉大なる発明篇〜」（白衣の男性役）

### 玩具
- 仮面ライダーガヴ DXガヴフォン ラキア&デンテEDITION（2025年12月）

### その他コンテンツ
- キング・トリトンのコンサート（ヘラルド）
- こどもにんぎょう劇場「ねずみのとうさんアナトール」
- ザ・ヴィランズ・ロッキン・ハロウィーン（J・ワシントン・ファウルフェロー）
- スター・ツアーズ:ザ・アドベンチャーズ・コンティニュー（シール将軍、G2-9T）
- ディズニー・オン・アイス（スミー、コグスワース）
- ニモ&フレンズ・シーライダー（ベイリー）
- バズ・ライトイヤー 夏の大作戦（リトル・グリーン・メン）
- ビー・ムービー 予告編（バリー）
- 美女と野獣“魔法のものがたり”（コグスワース）
- ミッキーのマジカルミュージックワールド（ジミニー・クリケット、スミー）
- アメコミ・ヒーローの世界〜ローラ&渡辺直美 マーベル・キャラクターへの道〜（スタン・リーの声）
  - 魅惑のアメコミ!〜話題の新作アニメ「ザ・リフレクション」の魅力に迫る〜（スタン・リーの声）

### シリーズ一覧
1. ↑  第1期（2008年）、第2期『-Second Age-』（2008年）
2. ↑  第1期（2021年）、第2期（2023年）
3. ↑  第1期『序幕東京』（2023年）、第2期『京都動乱』（2024年）